# Vadregény (musical)
A Vadregény (eredeti címe: Into the Woods) James Lapine és Stephen Sondheim szerzőpáros második közös musicalje, mely egy gyermektelen házaspár különleges történetét meséli el, és a Grimm-mesék főszereplőivel szőtt kalandokból épül fel. Először 1986 végén került színre, de a több átalakítás utáni „végső”, nagy sikereket hozó formájában 1987. november 5-én mutatták be a Broadway színpadán. Azóta több földrészt is bejárt és feldolgozást is megélt a produkció.
Magyarországon először Galambos Attila fordításában a Pesti Magyar Színház tűzte műsorra 2014 áprilisában, Harangi Mária rendezésében és Szemenyei János zenei vezetésével.

## A mű
A szerzőpáros, Lapine és Sondheim, első közös produkciójuk – a Pulitzer-díjas „Vasárnap a parkban” („Sunday in the Park”) – sikerén felbuzdulva határozta el, hogy újra együtt dolgoznak. Ennek eredményeképpen készítették el a Grimm fivérek különböző meséit ötvöző, mégis egységes, önálló történetet, mely inspirációjaként Bruno Bettelheim The Uses of Enchantment: The Meaning and Importance of Fairy Tales című, 1976-ban (magyarul: A mese bűvölete és a bontakozó gyermeki lélek 1985-ben) megjelent tanulmánykönyve szolgált. Az így megszületett Vadregény című musical egyszerre modern és klasszikus, és több - színházi Oscarnak is nevezett - Tony-díjat is elnyert. Zenéjét és dalszövegeit Stephen Sondheim, a világhírű Oscar- és Tony-díjas komponista szerezte, történetét az amerikai szövegkönyvíró és rendező James Lapine írta.

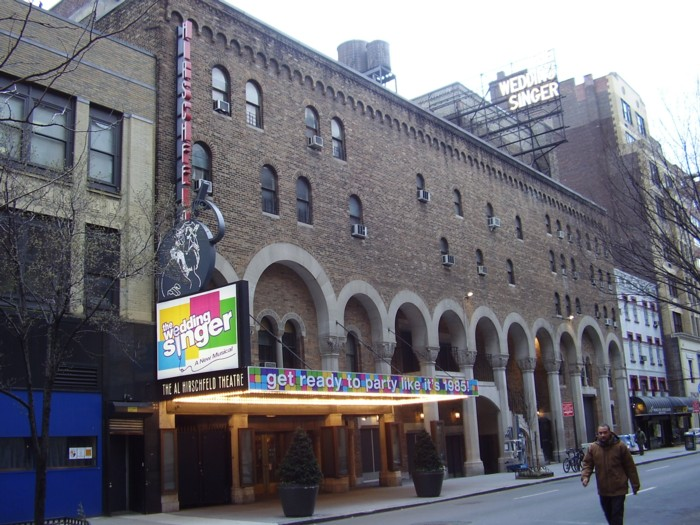
A hajdani Martin Beck,ma Al Hirschfeld Színház

Első alkalommal James Lapine rendezésében 1986 decemberében került színre, a San Diegoi Old Globe Színház deszkáin, ahol 50 előadást ért meg. Ez azonban nem a végleges változat volt. A „próbajátszások” során számos tekintetben átdolgozott darabot hivatalosan 1987 novemberében mutatták be a Broadway Martin Beck Színházában. Ezt, az „eredeti” darabot 1989 szeptemberéig 764-szer játszották. 1988-ban amerikai országos turnéra vitték, miközben elkészült 1990-ben egy West End-feldolgozás, és 1991-ben az eredeti színházi produkcióból egy professzionális televíziós felvétel. Az előadás 3 Tony-díjat és 5 Drama Desk-díjat is elhozott úgy, hogy „versenytársa” a szintén akkor debütáló Az Operaház Fantomja volt.
A Broadway Junior Collection elkészítette a musical egy egyszerűsített, gyermekek által is előadható változatát is. Ebben az első felvonás bizonyos jelenetei és a teljes második felvonás kimaradtak, hogy 60–80 percben is előadható legyen - szemben a közel 3 órás eredeti produkcióval - és a zenei szólamokat is leegyszerűsítették.
Ezután 2002-ben a Broadway-n, majd pedig 2010-ben Londonban is újraélesztették a darabot, de közben világszerte színpadra került, játszották többek között Los Angelesben, Barcelonában, és 2012-ben a New York-i szabadtéri Shakespeare a parkban fesztiválon is és lefordították számos nyelvre. 2014-ben a Walt Disney Pictures is elkészített egy filmadaptációt Into the Woods címen, mely december 25-én kerül a mozikba. Rendezője, Rob Marshall olyan színészekkel dolgozik együtt, mint Johnny Depp, Meryl Streep, de a mesefilmben látható lesz James Corden, Emily Blunt, Anna Kendrick, Chris Pine, Lilla Crawford, Daniel Huttlestone, Christine Baranski, és Tracey Ullman is.

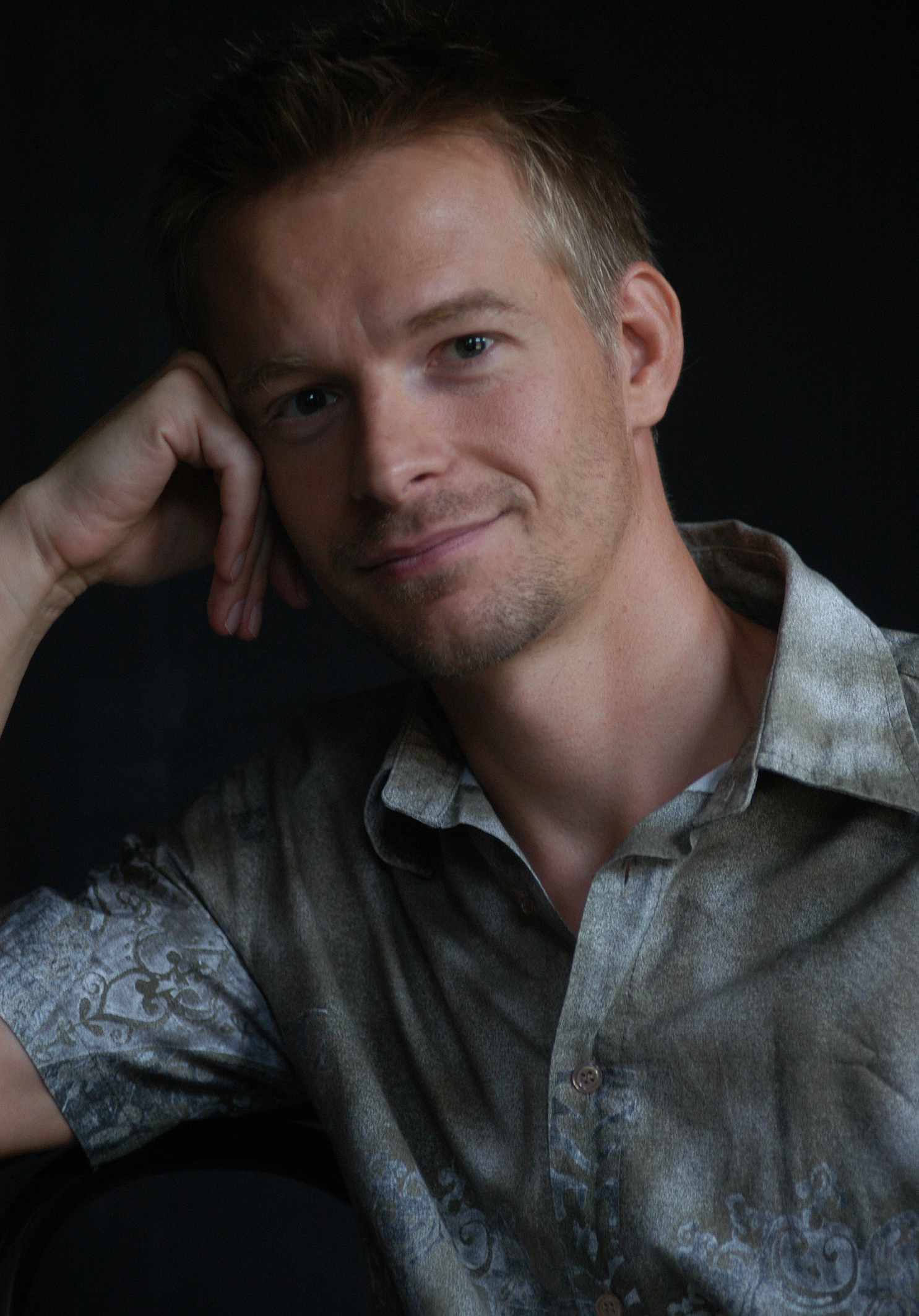
Galambos Attila, fordító

Magyarországon először - a számos nagy sikerű musical (Producerek, Az operaház fantomja, Romeó és Júlia, Csoportterápia, Polygamy) fordítója és szövegírója, - Galambos Attila tolmácsolásában a Pesti Magyar Színház társulata dolgozta fel 2014-ben. A jelmezeket az angol, nemzetközi díszlet- és jelmeztervező, fénytechnikus Howard Lloyd, a díszletet - Pető Beatrix rajzainak felhasználásával - Romvári Gergely tervezte.

### A szerepek, szereplők
- Mesélő (narrátor)
- Titokzatos ember
- Pék
- Pékné
- Banya
- Hamupipőke
- Hamupipőke anyja
- Hamupipőke apja
- Hamupipőke hercege
- Hopmester
- Mostoha
- Florinda (Hamupipőke mostohanővére)
- Lucinda (Hamupipőke mostohanővére)
- Jankó (Az égig érő paszulyból)
- Jankó anyja
- Riska, Jankó „tejfehér” tehene /JR./
- Piroska
- Piroska nagymamája
- Farkas
- Aranyhaj
- Aranyhaj hercege
- Óriás
- Csipkerózsika
- Hófehérke
- Favágó /JR./
- Hárfa /JR./
- Jancsi /JR./
- Juliska /JR./

/JR./ - csak a rövidített, ifjúsági darabban.

#### Szereposztások
Az első próbajáték, az első Broadway előadás és az első magyarországi bemutató szereposztásai:
| - Narrátor / Farkas / Hopmester - John Cunningham - Hamupipőke - Kim Crosby - Jankó - Ben Wright - Pék - Chip Zien - Pékné - Joanna Gleason - Hamupipőke mostohája / Wolf - Joy Franz - Florinda / Aranyhaj - Kay McClelland - Lucinda - Lauren Mitchell - Jankó anyja - Barbara Bryne - Piroska - LuAnne Ponce - Banya - Ellen Foley - Titokzatos Ember / Hamupipőke apja - George Coe - Hamupipőke anyja / Nagymama / Farkas / Óriás - Merle Louise - Aranyhaj hercege - Chuck Wagner - Hamupipőke hercege - Kenneth Marshall - Inas - Ric Oquita - Hófehérke - Pamela Tomassetti - Csipkerózsika - Terri Cannicott - Rendező: James Lapine - Hangszerelés: Jonathan Tunick | - Narrátor / Titokzatos Ember - Tom Aldredge - Hamupipőke - Kim Crosby - Jankó - Ben Wright - Pék - Chip Zien - Pékné - Joanna Gleason - Hamupipőke mostohája - Joy Franz - Florinda - Kay McClelland - Lucinda - Lauren Mitchell - Jankó anyja - Barbara Bryne - Piroska - Danielle Ferland - Banya - Bernadette Peters - Hamupipőke apja - Edmund Lyndeck - Hamupipőke anyja / Nagymama / Óriás - Merle Louise - Farkas / Hamupipőke hercege - Robert Westenberg - Aranyhaj - Pamela Winslow - Aranyhaj hercege - Chuck Wagner - Hopmester - Philip Hoffman - Hófehérke - Jean Kelly - Csipkerózsika - Maureen Davis - Rendező: James Lapine - Hangszerelés: Jonathan Tunick | - Mesélő / Titokzatos ember - Fillár István - Hamupipőke - Szűcs Kinga, Ruttkay Laura - Jankó - Szemenyei János - Jankó anyja / Hamupipőke anyja - Szalay Kriszta - Pék - Gémes Antos - Pékné - Holecskó Orsolya - Piroska - Kovács Lotti - Piroska nagymamája: Tóth Éva - Óriás: Moór Marianna - Banya: Auksz Éva - Hamupipőke hercege / Farkas: Tóth Sándor, Egyházi Géza - Aranyhaj hercege: Ágoston Péter - Hamupipőke apja: Simon András - Mostoha: Benkő Nóra - Hopmester: Tahi József - Florinda: Csiszár Katalin - Lucinda: Kovács Dézi - Aranyhaj: Mentes Júlia - Rendező: Harangi Mária - Hangszerelés: Köteles Géza, Szemenyei János - Bábok: Bérczi Katalin |

### A történet
A történet három szálon indul: középpontjában egy pék házaspár áll, akik gyereket szeretnének; míg Hamupipőke a király báljába vágyakozik; és megismerjük Jankót is, aki azt szeretné, ha a tehene tejet adna. Amikor a pék házaspár megtudja, hogy egy boszorkány átka miatt nem lehet gyermekük, elindulnak az erdőbe egy kalandos útra, hogy megszerezzék mindazt, amivel megtörhetik a rontást. E kaland során találkoznak a Grimm-mesehősökkel, és válnak egymás történeteinek részesévé. A szerzők a megszokottnál összetettebb (mese)hősöket állítottak a musicalszínpadra, élettörténeteik és motivációik sokkal emberibbek és földhözragadtabbak, a cselekményt pedig a következmények és a felelősség felvállalása mozgatja. A Sondheim és Lapine által megálmodott karakterek (az igazmondó Boszorkány, a Pék és a Pékné) így kerülnek a már közismert szereplőkkel (mint Hamupipőke, Piroska, Aranyhaj és Jankó) egyazon mesébe. Bár az első felvonás végére mindenki kívánsága teljesül, tetteik szörnyű következményekkel járnak, amelyek később kísértik őket. Így rákényszerülnek, hogy saját - gyakran kicsinyes és önző - céljaikat félretéve a közösség érdekében, egymással együttműködve győzzék le az Óriást, akit magukra haragítottak. A komolyabb pillanatokat a jelenetekbe szőtt humorral, a mesék és a zenei műfaj adta - látszólagos - könnyedséggel oldotta föl a szerzőpáros.
A mű inspirációjaként - elsősorban, de nem csak - Bruno Bettelheim pszichoanalitikus A mese bűvölete és a bontakozó gyermeki lélek című műve szolgált. Ez meg is jelenik a történetben úgy, hogy a narrátor figurája valójában a szülőkhöz szóló könyv olvasatát közvetíti, mely arra a mozgalomra ad (határozottan nemleges) választ, ami szerint a mesék hagyományos megfogalmazása túl realisztikus, ijesztő és kegyetlen a gyerekeknek. Leghangsúlyosabb motívuma a keresés-kutatás-küldetés, aminek szimbolikus helye az erdő, ugyanis itt teljesülnek az álmok, de a (nagyon is realisztikus) következmények is ott éri őket utol. A szerzők a cselekmény középpontjául közismert mesék, a Hamupipőke, Az égig érő paszuly, a Piroska és a farkas karaktereit, illetve az elbűvölő hercegeket, és a boszorkányt választották melyek mellé két saját figura (a pék és felesége) került.

#### Első felvonás
Rögtön a darab elején három helyszínnel is megismerkedhetünk. Láthatjuk Hamupipőkét, aki padlót súrol; Jankót a jámbor, de szánalmas kinézetű Riska tehénnel, és a péket feleségével munka közben.
A történetet a mesélő vezeti fel a „Prológus”-ban, amiben megismerhetjük a szereplők vágyait. Hamupipőke szeretne eljutni a királyi bálba, de a mostohája és a mostohanővérei kinevetik a lányt és nélküle indulnak el. Jankó csupán azt kívánja, hogy a tehene adjon tejet, míg idős édesanyja sok pénzre és egy kevésbé bolond gyermekre áhítozik. Megkéri fiát, hogy a hasznavehetetlen állatot vigye ki a piacra és adja el. A fiú, bár barátjaként szereti a jószágot, teljesíti anyja kérését. A Pék - aki azt hiszi, szülei egy pék-üzemi balesetben meghaltak - arról álmodik, hogy feleségével végre gyermekük szülessen, mikor is Piroska tér be a pékségbe, és megtudjuk, hogy nagymamájához igyekszik az erdőbe, neki visz friss kenyeret, kalácsot. Majd a házaspárhoz betoppan a szomszédban lakó banya.
Megtudják, hogy a púpos Banya átokkal sújtotta őket, ezért nem lehet gyermekük, amit azzal magyaráz, hogy még a Pék apja sok-sok évvel ezelőtt lopott az ő kertjéből, mert akkor várandós édesanyja kívánós volt... többek között pár szem varázsbabot. Az átkon túl a Pék így arról is tudomást szerez, hogy van egy húga aki egy toronyban raboskodik. Kiderül, megtörheti a varázslatot, ami őt gyermektelenné tette, ha hoz a Banyának: egy tehenet, ami fehér, mint a tej, egy köpenyt, ami piros, mint a vér, egy tincs hajat, ami sárga, mint a kukorica és egy topánkát, olyan fényeset, mint az arany. Mindezeket az erdő rejti, el is indul hát a Pék és a Pékné. Útjuk során egyre többet tudunk meg a szereplőkről, akik szépen sorban összetalálkoznak, és történeteik egybeforrnak, miközben további mesefigurák bukkannak fel: Aranyhaj, Hamupipőke anyja, apja, a Farkas, Piroska nagymamája, a Hopmester és két herceg, no meg egy Titokzatos ember.
A Pék megmenti Piroskát és a Nagymamát, amiért megkapja Piroska vérvörös köpenyét. Jankó pedig elcseréli vele a barátjaként szeretett tehenet - a Banya által említett és időközben előkerült hatból - öt szem varázsbabért. A fiú anyja a látszólag rossz üzlet miatti mérgében elhajítja a magokat. A kikelő növények felnőnek az égig, egészen az Óriás országáig. Jankó felmászik, kalandokba bonyolódik, - önvédelemből -megöli az Óriás férjét és ellop egy pénzes erszényt, hogy visszavehesse Riskát. Ám az közben elcsatangolt, és nem is biztos, hogy az aranytallérok érnek annyit, hogy az átkot a Pékék tovább viseljék. Ez alatt a Pékné rátalál Aranyhajra, megtépi (sárga) „kukoricahaját”, és megszerzi Hamupipőke aranytopánkáját is. Az események ezután összekuszálódnak, de végül minden jóra fordul. A Banya megszépül és megfiatalodik, de ezzel együtt elveszti varázserejét. Jankóék meggazdagodnak, még ha a fiú haragra is gerjesztette az Óriást, a babszárakat időben sikerül kivágni, így - időlegesen - megmenekülnek. Hamupipőke és Aranyhaj is megtalálják hercegeiket és ezáltal a szerelmet. A Pék házaspár pedig gyermekáldásban részesül. Mindannyiukkal megtörténik a csoda, de észrevétlenül szárba szökken az utolsó varázsbab...

#### Második felvonás
Újra a mesélő vezet át minket a történet folytatásába. Most már úgy kéne lennie, hogy valamennyien boldogok, de ironikus módon, még mindig akad mindenkinek kívánsága, bánata: a Péknek és feleségének megszületett a drága kisfiuk, de nagyobb házat szeretnének; Jankó és anyja gazdag és jól táplált, de a fiú az régi élete után vágyakozik; Hamupipőke bár a sármos hercegével él a gyönyörű palotájában, azonban egyre csak unatkozik; Aranyhajnak ikrei születtek, ám kedélye ingatag; és a Hercegek új, megmenthető lányokat találtak: Hófehérkére és Csipkerózsikára. És ha ez még mind nem elég, a meggyilkolt Óriás bosszúéhes felesége is leereszkedik égi birodalmából azon az utolsó babszáron, ami közben megerősödött, és férje életéért cserébe Jankóét követeli.
Az erdőben a mesehősök ellenszegülnek az Óriással, emiatt előbb előbb Aranyhaj, majd Jankó anyja is az életét veszti. Jankó védelmében szövetkezik a Pék, a Pékné és Piroska, miközben a Banya tervet forral, hogy elárulja a fiút. A szerelmi szálak is összekeverednek. Aztán az Óriás ámokfutásában a Pékné is meghal. A megmaradtak lassan ráeszmélnek, hogy az ember önmagában mit sem ér, csak egymással együttműködve győzhetik le a dühöngő Óriást. Tervük végül sikerrel jár. Már csak annyi van hátra, hogy a síró csecsemőt lecsendesítsék. A pék mesélni kezd kisgyermekének, ám első szavaira – „hol volt, hol nem volt” – megjelenik a Banya, hogy figyelmeztesse az örök érvényű tanulságra:
| „ Vigyázz, hogy mit mesélsz, Gyermeked figyel... ” – Vadregény - dalszöveg Stephen Sondheim szövegét Galambos Attila fordította |                                                |   |
| „ | Vigyázz, hogy mit mesélsz, Gyermeked figyel... | ” |
| – Vadregény - dalszöveg Stephen Sondheim szövegét Galambos Attila fordította                                                    |                                                |   |

#### 

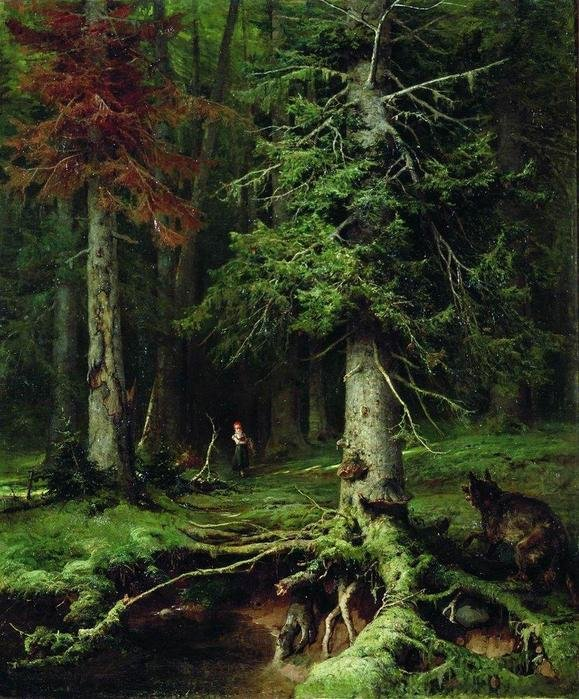
Piroska és a farkas az erdőben
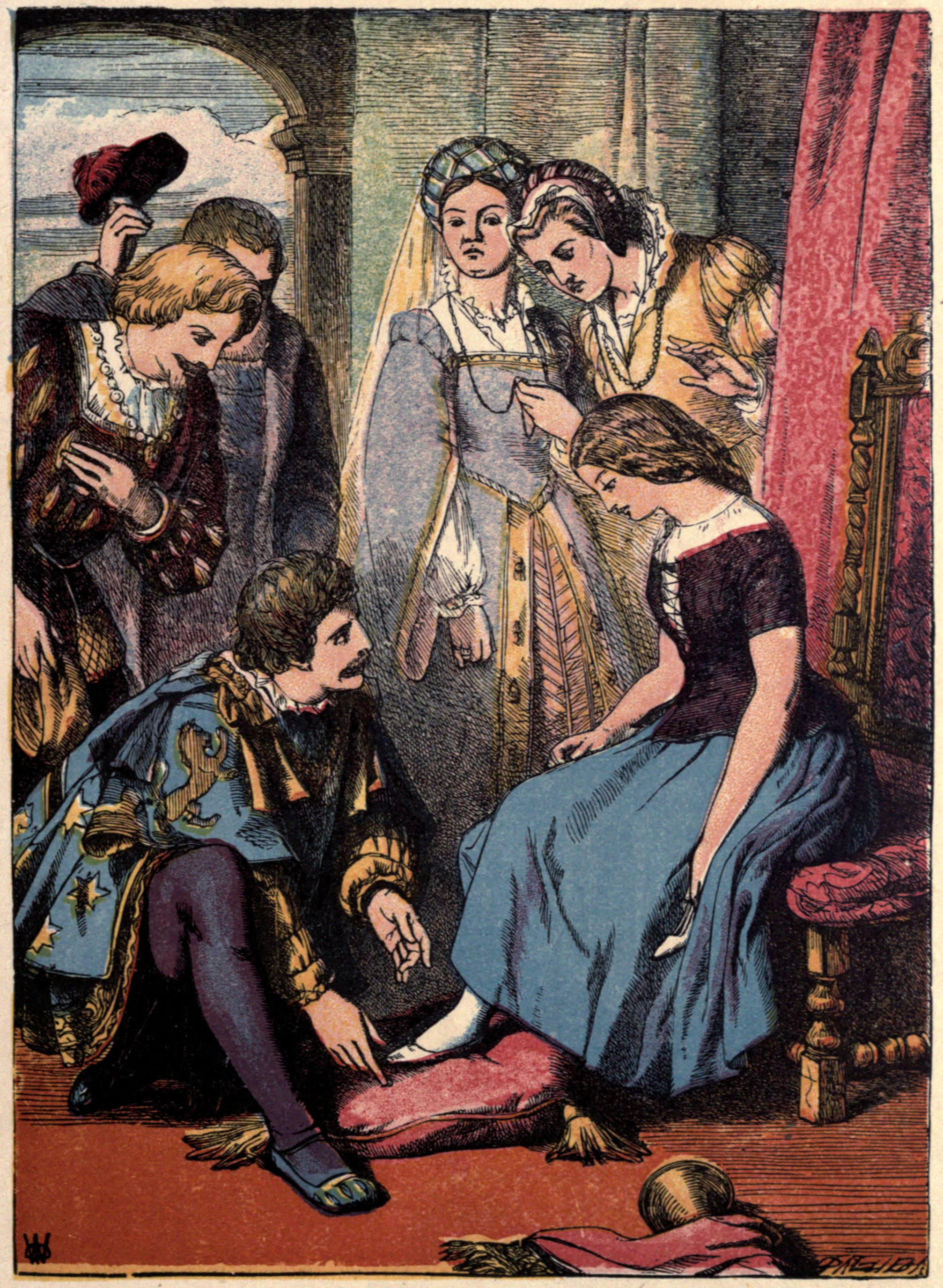
Hamupipőke...
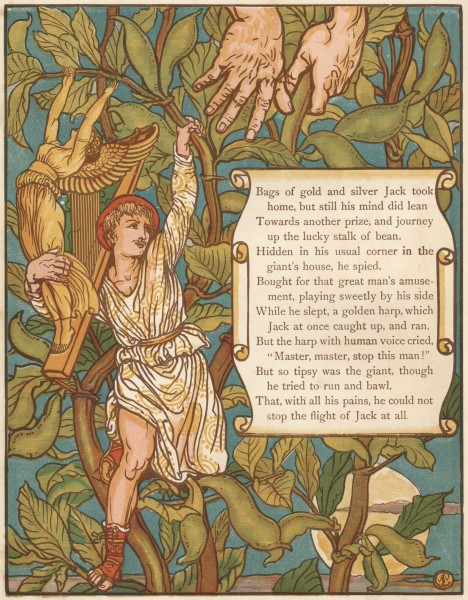
Jankó az égig érő paszulyon és az óriás
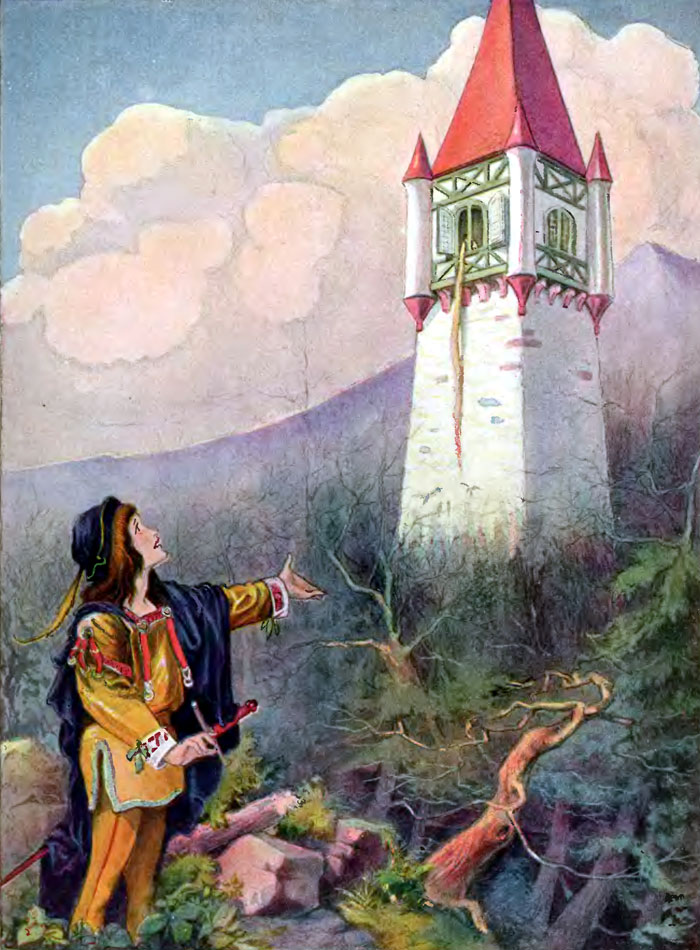
Aranyhaj
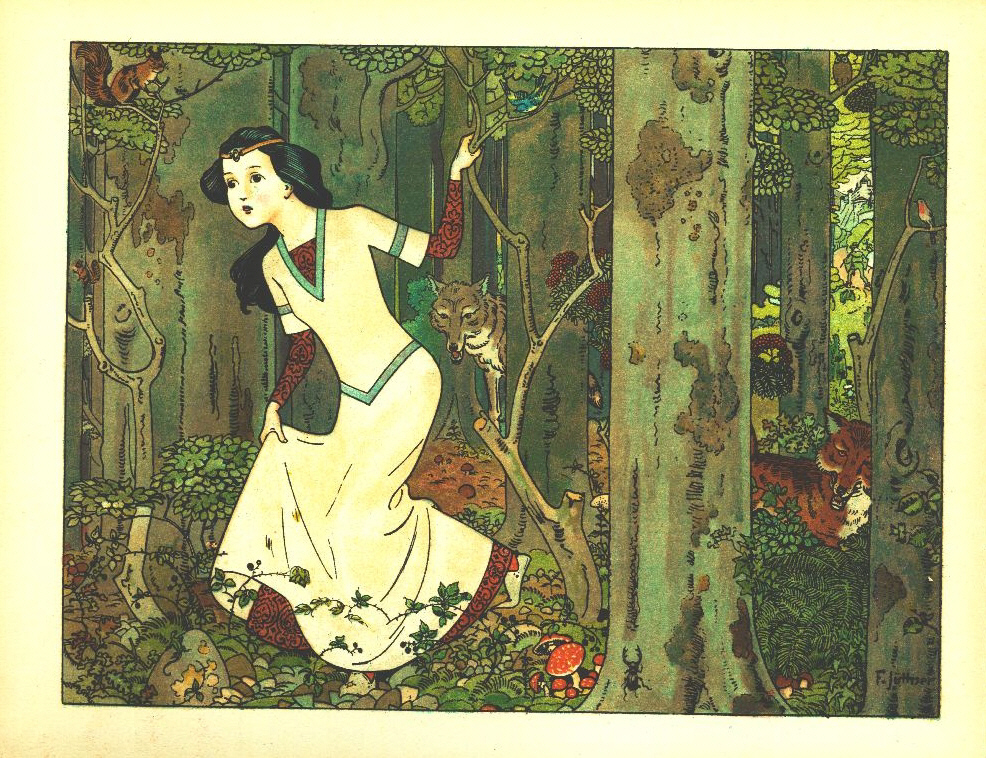
Hófehérke
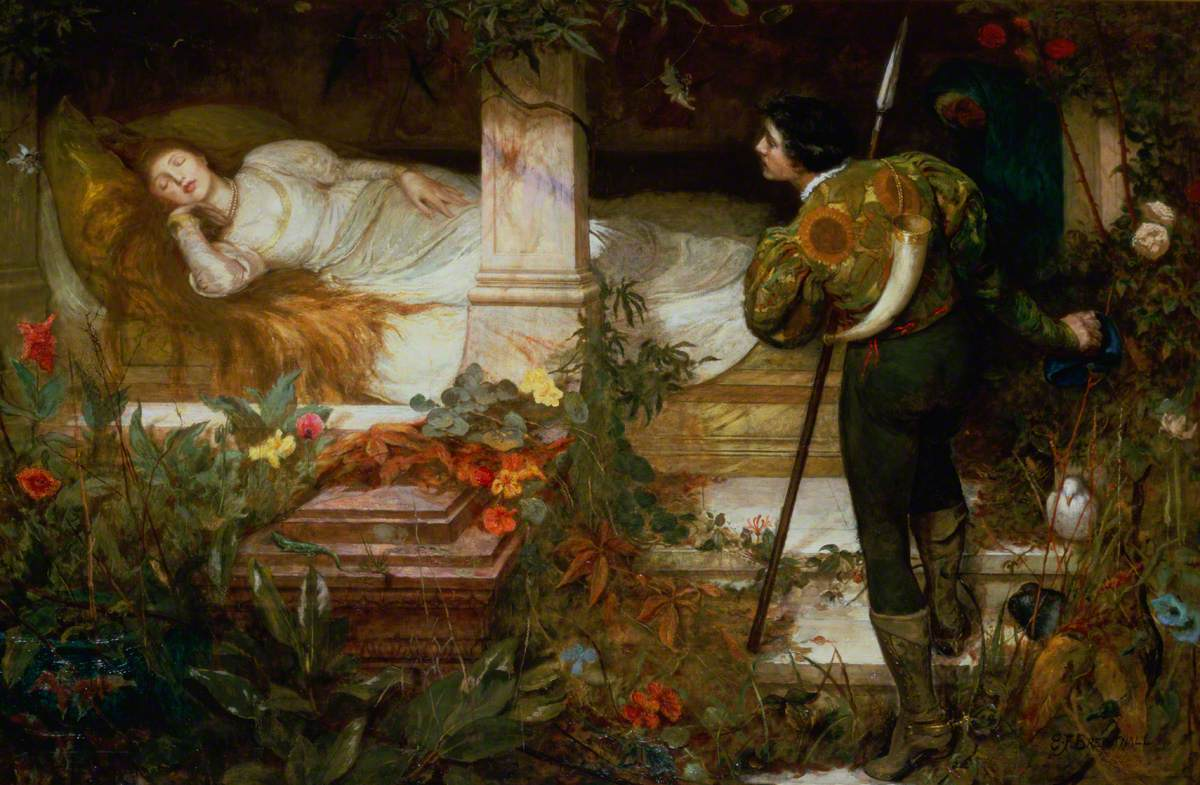
Csipkerózsika
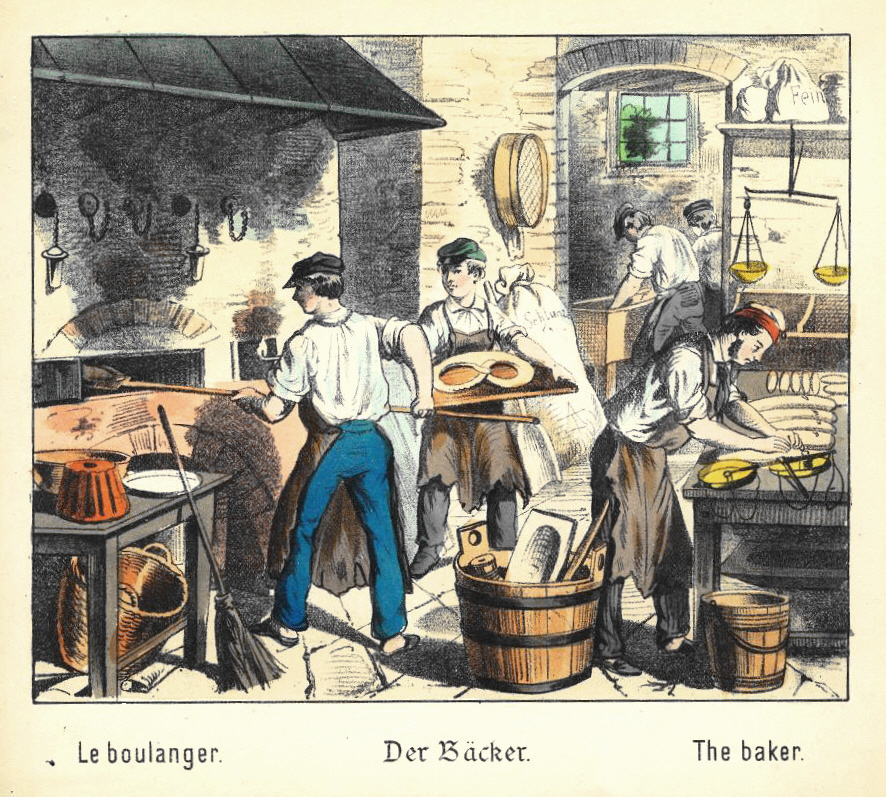
pékség a XIX. századból

### A mű zenéje

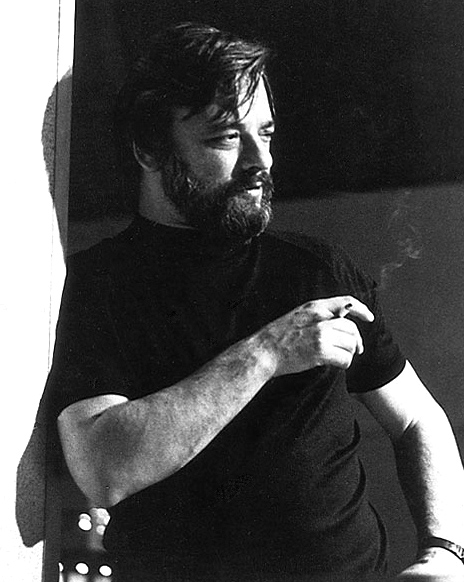
Stephen Sondheim, a zeneszerző és dalszövegíró

A The New York Times úgy fogalmazott Sondheimról, hogy „talán ő a legnagyobb és legismertebb művésze az amerikai zenés színháznak”. Életművét a számos Tony-díjjal is elismerték és közismert színházi produkciók fémjelzik – ilyen például a West Side Story vagy a Gypsy dalszövege. Zeneszerzőként munkáit a többszólamúság, az egymásba átfolyó szólamok és gyors dallamvezetés jellemzik. Az „Into the Woods” (Vadregény) zeneiségének nehézségi fokát is ez adja.
Stephen Banfield zeneesztéta így vélekedik a Vadregény – Into the Woods zenei világáról: „Az Into the Woods zeneileg egyetlen hatalmas dal. A melodikus anyaga széttöredezett, ritmikus és fülbemászó frázisokból áll, amelyek hol előbukkannak, hol pedig eltűnnek. Azt hiszem, ez néhány embert összezavar. Ők csupán a felbukkanó, egymástól független dallamtöredékeket hallják, és nem veszik észre, hogy azok valójában egy nagyobb zenei kompozíció részét képezik”
Ez a zenei struktúra biztosítja, hogy a musical, akárcsak a szüntelenül vándorló, nyughatatlan szereplői, folyamatosan mozgásban van, lényegében néhány momentumot leszámítva sosem jut nyugvópontra, újabb és újabb impulzusokat szolgáltat a nézők számára, anélkül, hogy azok tisztában lennének a muzsika mélyebb rétegeivel.
Sondheim bőséggel él a korábbi műveiben megismert vezérmotívum-technikával is, amelynek szerepe azonban gyakran csupán egy-egy érzelmi állapot hangsúlyozására korlátozódik és közel sem minden szereplő esetében érhető tetten. Ahogyan Paul Gemignani, számos korábbi Sondheim-opus betanítója és zenei vezetője rámutat, helyenként a Disney-rajzfilmeket idéző megoldások is megjelennek a partitúrában. Például ha valaki meghal, egy rövidke szomorú melódia hallható, emellett jellegzetes akkordok kísérik a Boszorkány színrelépéseit is.

#### Zeneszámok
| - "Első felvonás - Prológus" – Mesélő, Társulat - "Hamupipőke a sírnál" – Hamupipőke, Hamupipőke anyja - "Helló, kicsi lány" – Farkas, Piroska - "Csak rajtam van átok" – Pék, Pékné - "Most nehéz szívvel búcsúzom" – Jankó - "Lehet, hogy tényleg varázspaszuly" – Pék, Pékné - "A mi kis világunk" – Boszorkány, Aranyhaj (az első londoni bemutató alkalmával került a darabba) - "Lehet, hogy tényleg varázspaszuly" (Repríz) – Pék - "Értem már" – Piroska - "Nagyon udvarias" – Hamupipőke, Pékné - "Az első éj" – Társulat - "Órjást rejt az ég" – Jankó - "Kínhalál" – Hamupipőke hercege, Aranyhaj hercege - "Nagyon udvarias" (Repríz) – Hamupipőke, Pékné - "Te és én" – Pék, Pékné - "A második éj" – Társulat - "Maradj még" – Aranyhaj, Boszorkány - "Ott a palota lépcsőn" – Hamupipőke - "Első felvonás - Finálé (Soha szebbet!)" – Társulat | - "Második felvonás - Prológus" – Mesélő, Társulat - "Kínhalál" (Repríz) – Hamupipőke hercege, Aranyhaj hercege - "A boszorkány panasza" – Boszorkány - "Bármely percben (első rész)" – Hamupipőke hercege, Pékné - "Bármely percben (második rész)" – Hamupipőke hercege, Pékné - "Csak egy perc volt" – Pékné - "A te hibád" – Jankó, Pék, Hamupipőke, Piroska, Boszorkány - "Ez az éj a végső" – Boszorkány - "Már elég" – Pék, Titokzatos ember - "Nem vagy egyedül (első rész)" – Hamupipőke, Piroska - "Nem vagy egyedül (második rész)" – Hamupipőke, Pék, Piroska, Jankó - "Második felvonás - Finálé (Gyermeked figyel)" – Társulat |

## Díjak, elismerések
Az eredeti mű
- 1988 Tony-díj: legjobb musicalzene (Stephen Sondheim), szövegkönyv (James Lapine) és női főszereplő (Joanna Gleason)
- 1988 Drama Desk-díj(wd): legjobb musical, zeneszöveg (Stephen Sondheim), szövegkönyv (James Lapine), női (Joanna Gleason) és férfi (Robert Westenberg) főszereplő

Az 1990-es londoni West End darab
- 1991 Laurence Olivier-díj(wd): legjobb musicalrendező (Richard Jones) és színész (Imelda Staunton)

Az 1999-es londoni felújítás
- 1999 Laurence Olivier-díj: legjobb musicalszínésznő (Sophie Thompson)

A 2002-es Broadway felújítás
- 2002 Tony-díj: legjobb musicalfelújítás, világosítás (Brian MacDevitt)
- 2002 Drama Desk-díj: legjobb musicalfelújítás, díszlettervező (Douglas W. Schmidt), hangszerelés (Dan Moses Schreier)

A 2010-es londoni felújítás
- 2011 Laurence Olivier-díj: legjobb musicalfelújítás

A 2014-es Pesti Magyar Színházbeli magyar ősbemutató előadás
- 2014 Viva la Musical! szakmai különdíj (A rendezés és a színészi alakítások egységével megjelenített tanulságos és szürreális sondheimi mesevilágért)[19]

## Fordítás
- Ez a szócikk részben vagy egészben  az   Into the Woods című angol Wikipédia-szócikk ezen változatának fordításán alapul.  Az eredeti cikk szerkesztőit annak laptörténete sorolja fel. Ez a jelzés csupán a megfogalmazás eredetét és a szerzői jogokat jelzi, nem szolgál a cikkben szereplő információk forrásmegjelöléseként.